# T2 3-D: Battle Across Time
T2 3-D: Battle Across Time is een 3D-film in Universal Studios Florida, Hollywood en Japan. Het is een korte 3D-film die een soort vervolg vormt op Terminator 2: Judgment Day. Regisseur James Cameron en de castleden van de film werkten mee aan de attractie.
De show wordt in twee delen opgevoerd.

## Verhaal

### Voorprogramma
De eerste show wordt gehouden in het "Miles Bennett Dyson Memorial Auditorium" door de directeur van Cyberdyne Systems, Kimberly Duncan. Hij geeft een demonstratie van Cyberdynes nieuwste uitvinding, wanneer hij wordt onderbroken door Sarah en John die het publiek waarschuwen voor Cyberdyne. Vervolgens gaan de gasten naar de bioscoopzaal voor een demonstratie van Cyberdyne’s nieuwste creatie: robotische soldaten genaamd T-70 terminators.

### Hoofdprogramma
Dit is de 3D-film. Men ziet de demonstratie van de T-70, welke wordt onderbroken door Sarah en John. Ze proberen de T-70’s te stoppen, maar worden gehinderd door een T-1000. Een Terminator van het merk T-800 arriveert op een motorfiets door een tijdpoort om John te redden. Hij neemt hem mee naar de toekomst. De rest van de film speelt zich in de toekomst af. John en de Terminator proberen Skynet te vernietigen. De kern van Skynet wordt bewaakt door een T-1000000. De Terminator stuurt John terug naar het verleden, terwijl hij achterblijft om de T-1000000 en Skynet op te blazen.

## Cast
| Acteur                          | Personage                |
| ------------------------------- | ------------------------ |
| Arnold Schwarzenegger           | The Terminator           |
| Linda Hamilton                  | Sarah Connor             |
| Robert Patrick                  | T-1000                   |
| Edward Furlong                  | John Connor              |
| Earl Boen                       | Dr. Peter Silberman      |
| Michael Biehn                   | Kyle Reese               |
| Werknemer van Universal Studios | Kimberley Duncan         |
| Mark Kriski                     | Cyberdyne Video Host     |
| Jim Cummings                    | Cyberdyne Video Narrator |

## Achtergrond
De attractie opende voor het eerst in het Hollywood gedeelte van Universal Studios Florida, in de herfst van 1996. In 1999 volgde de attracties in Universal Studios Hollywood en in 2001 die in Japan.
Voor de film worden zes projectors gebruikt om het 3D-beeld te maken.